# فرودگاه ملی جزیره میکناس
فرودگاه ملی جزیره میکناس (به انگلیسی: Mykonos Island National Airport) یک فرودگاه همگانی با کد یاتا JMK است که یک باند فرود آسفالت دارد و طول باند آن ۱۹۰۳ متر است. این فرودگاه در کشور یونان قرار دارد و در ارتفاع ۱۲۳ متری از سطح دریا واقع شده‌است.